# Dexter Walker
Dexter Walker (né le 21 mars 1971 à Saint-Vincent-et-les-Grenadines) est un joueur de football international vincentais, qui évoluait au poste de défenseur.

## Biographie

### En équipe nationale
Dexter Walker joue avec l'équipe de Saint-Vincent-et-les-Grenadines entre 1995 et 2007.
Il participe avec cette équipe à la Gold Cup 1996 organisée aux États-Unis. Lors de cette compétition, il joue deux matchs : contre le Mexique, et le Guatemala.
Il dispute également les éliminatoires du mondial 1998 et les éliminatoires du mondial 2002.